# Cuatrifinio

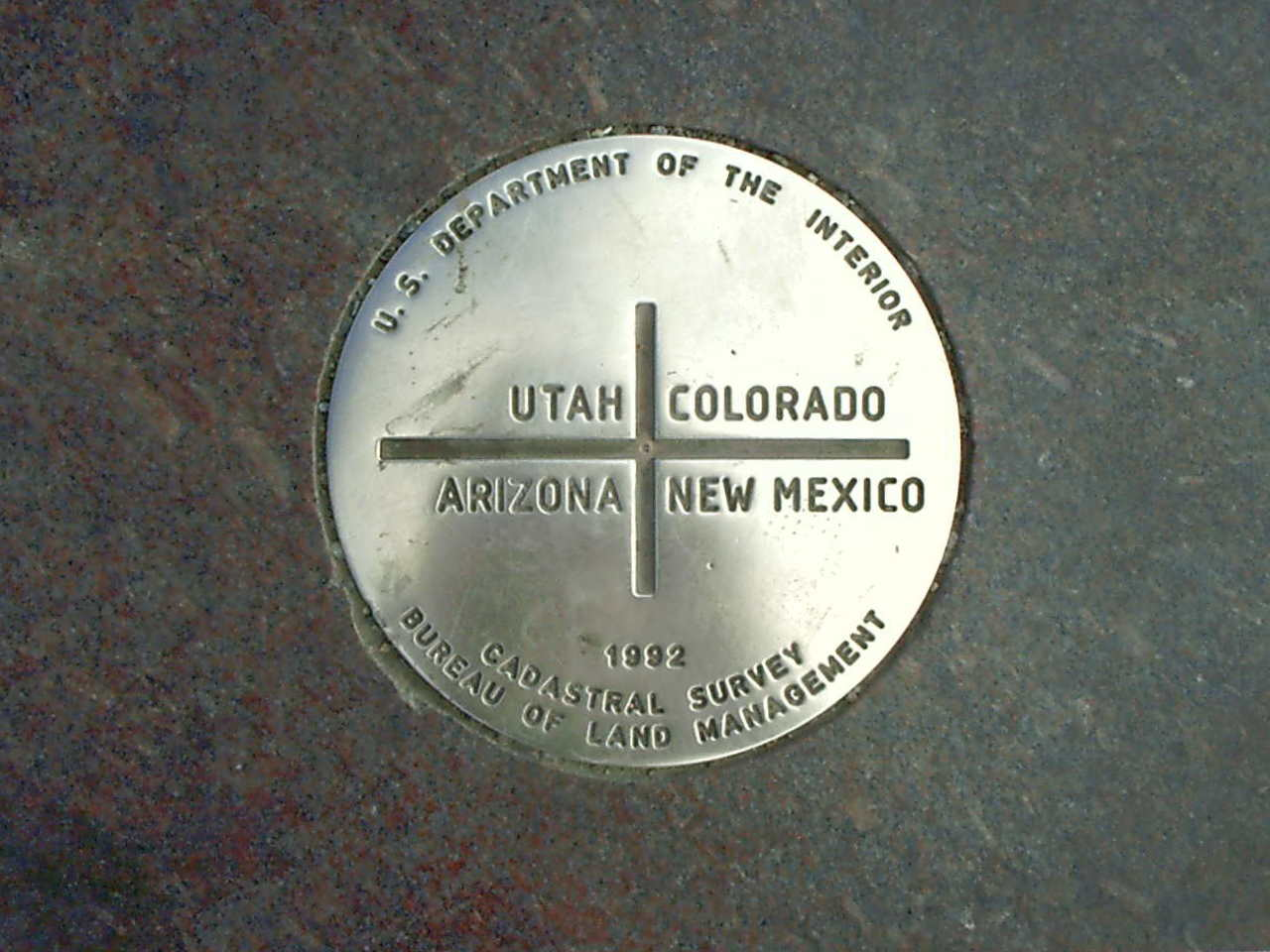
Hito del monumento de las Cuatro Esquinas de Estados Unidos, donde convergen Arizona, Utah, Colorado y Nuevo México.

En geografía, un cuatrifinio, cuadrifinio, tetrafinio, cuatripunto, cuadripunto o tetrapunto es un punto de la Tierra donde se tocan cuatro regiones distintas. Tales puntos son llamados a menudo cuatro esquinas, por las cuatro esquinas de las regiones que se encuentran. 
Se podría argumentar que, si una región queda al lado de una línea recta, y las otras tres están en el lado contrario de esta, hay solo tres esquinas más una línea recta. Sin embargo, según la geometría euclídea, la línea recta en este contexto se consideraría que forma un ángulo llano (180°).

## Cuadrifinios internacionales

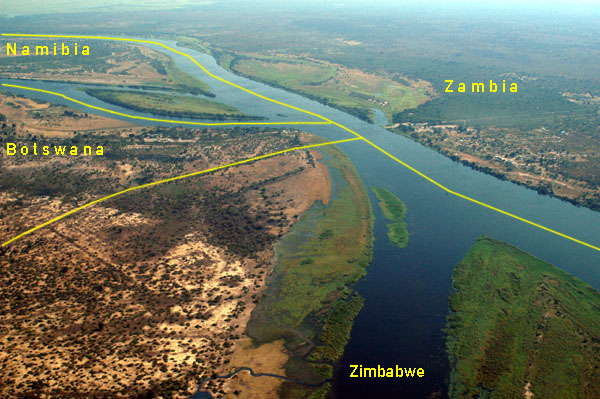
Vista aérea del Zambezi en el cruce entre Namibia, Zambia, Zimbabue y Botsuana.

A día de hoy no existen cuadrifinios generalmente reconocidos en los que estén presentes cuatro países diferentes, aunque se podría argumentar que existe uno en 17°47′32″S 25°15′52″E / -17.79222, 25.26444 entre Namibia, Zambia, Zimbabue y Botsuana en la confluencia de los thalwegs del río Zambezi con el río Chobe (río Cuando), a orillas de dos poblados (uno en Botsuana y otro en Zambia) ambos llamados Kazungula y cerca de las Cataratas Victoria. Esto se debe a la Franja de Caprivi, el saliente más exagerado el mundo. Namibia no limita por sólo ciento cincuenta metros con Zimbabue, las variadas definiciones de fronteras tenidas en cuenta están sujetas a diversas y controvertidas interpretaciones. Sólo una combinación de las mismas daría lugar a un cuadripunto en este caso. Desde 2021, opera en ese curioso lugar un puente internacional entre Zambia y Botsuana.

### Aproximación al concepto de cuadripunto
Si el caso de Kazungula, arriba mencionado no se acepta como cuadripunto, entonces se podría considerar como cuadripunto los lugares donde los tripuntos se encuentran lo más cerca posible, a una distancia máxima entre estos dos de no más de unos pocos cientos de metros.
En aquellos lugares donde dos tripuntos se encuentren muy cerca el uno del otro, puede parecer un cuadripunto en un mapa con resolución insuficiente. Por ejemplo, el tripunto Kazajistán/Rusia/República Popular China en 49°5′59″N 87°18′45″E / 49.09972, 87.31250 está a solo 39 km de Tavan Bogd Uul, un tripunto entre Rusia/Mongolia/y la República Popular China. Puede parecer un cuadrifinio en algunos mapas, pero con una resolución más detallada, está claro que Kazajistán y Mongolia nunca se tocan.
Un ejemplo más claro de esto entre los trifinios Armenia/Turquía/Najicheván, Azerbaiyán e Irán/Turquía/Najicheván, Azerbaiyán, que distan entre sí 9 km en 39°41′0″N 44°48′30″E / 39.68333, 44.80833.

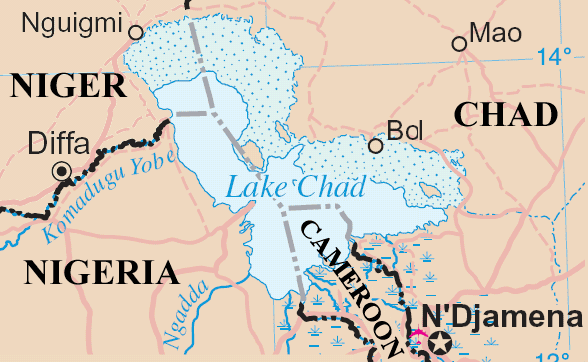
Lago Chad, donde se muestran las fronteras internacionales.

Aunque los cuatro países bordean el lago Chad, no hay cuadripunto entre Chad, Níger, Nigeria, y Camerún dentro del lago. Los dos tripuntos distan 86 km.
De manera similar, el golfo de Áqaba en el mar Rojo bordea cuatro países, pero no contiene un cuadrifinio de Jordania, Arabia Saudí, Egipto, e Israel.
Algunos mapas políticos del Pacífico Sur incluyen a muchos países (que son islas o archipiélagos) dentro de líneas rectas dibujadas a lo largo de paralelos o meridianos, a menudo con un cuadrifinio marítimo entre las Islas Salomón, Tuvalu, Kiribati y Nauru. Este caso no es un cuadrifinio marítimo, y las líneas son convenciones cartográficas para indicar a qué países pertenecen las masas terrestres dentro de estas; no se corresponden con fronteras internacionales, muchas de las cuales no están definidas, o con aguas territoriales o zonas económicas exclusivas.

### Antiguos cuadrifinios entre países
Entre 1839 y 1919 existió un cuadrifinio en la confluencia de Bélgica, Prusia/Alemania, los Países Bajos, y Moresnet. 50°45′N 6°01′E / 50.75, 6.02  
De 1922 a 1991 hubo un cuadrifinio de facto 29°06′N 46°33′E / 29.1, 46.55 entre Irak, Kuwait, Arabia Saudita y la Zona Neutral Saudí-iraquí, aunque las fronteras exactas nunca fueron definidas por los tres estados soberanos.

### Menos de cuatro países
Existen cuadrifinios con cuatro líneas fronterizas tocándose en un único punto, pero en el que se hallan envueltos menos de cuatro países. Esto ocurre con un exclave en la práctica cuando toca al territorio principal ( o a otro exclave ) en un único punto. Los enclaves belgas H1 y H2 en Baarle-Hertog se tocan entre sí en un único punto, mientras que los Países Bajos también lo cruzan.
De manera similar, el pueblo austríaco de Jungholz permanece por entero dentro de Alemania excepto porque es fronterizo con Austria en un único punto.
Cooch Behar en la India está conectado con Bangladés en un único punto.

## Cuadrifinios secundarios y terciarios
Un cuadrifinio secundario (o "punto cuadrisecundario") es el encuentro de cuatro subdivisiones políticas (por ejemplo, provincias, estados o cantones). Pueden pertenecer todas a un país, o pueden implicar a dos o tres países diferentes.
Análogamente, uno puede hablar de cuadrifinios terciarios ( o "puntos cuadriterciarios"), donde, por ejemplo, cuatro términos municipales se encuentran en un solo punto. Sin embargo, no se consideran especialmente interesantes. Como muestra, muchos de los condados de Nebraska, en Estados Unidos, están delimitados como cuadrados en una cuadrícula

### Trinacionales
En las coordenadas 54°21′52″N 22°47′32″E / 54.36435, 22.79228, hay un cuadrifinio trinacional secundario. Al noroeste se encuentra Rusia (en concreto el exclave ruso de Kaliningrado); al nordeste Lituania; y al suroeste y sureste dos provincias de Polonia: las provincias de Varmia y Masuria y Podlaquia.
. El cuadrifinio existe gracias al modo en que en 1945 por el Acuerdo de Potsdam fue definida la frontera entre Polonia y Rusia.
En torno a las coordenadas 19°N 52°E / 19, 52, parece haber otro cuadrifinio trinacional secundario: al norte está Arabia Saudita. Al sureste se encuentra Omán y al suroeste dos gobernaciones de Yemen:la gobernación de Hadramaut al oeste-suroeste y la gobernación de Al Mahrah al sursudoeste.

### Binacionales
Los tres estados alemanes de Baviera, Sajonia y Turingia (los dos tripuntos distan unos 20 kilómetros entre sí) no forman un cuadrifinio con la República Checa; sin embargo es comentado frecuentemente.
Un cuadrifinio aparente parecido existe cerca de en las coordenadas 47°09′56″N 6°51′36″E / 47.1655, 6.86 entre los cantones suizos de Jura, Neuchatel y Berna por un lado; y el departamento francés de Doubs por el otro lado. En este caso los dos trifinios están separados solamente por unos 250 metros / 830 pies.
En la frontera de Suecia y Noruega, en las coordenadas 65°07′08″N 14°19′33″E / 65.11888, 14.32592, parece haber un cuadrifinio binacional secundario donde dos condados de Noruega, Nord-Trøndelag y  Nordland, se encuentran con dos condados de Suecia, Västerbotten y Jämtland. .
Parece existir otro cuadrifinio binacional secundario en la frontera entre Argentina y Uruguay donde las provincias argentinas de Corrientes y Entre Ríos también probablemente se encuentran con los departamentos uruguayos de Artigas y Salto.
Existe otro cuadrifinio binacional secundario en la frontera entre Argentina y Bolivia. Los límites entre los departamentos bolivianos de Tarija y Potosí se encuentran con los límites entre las provincias de Jujuy y de Salta.

### Nacionales

#### Argentina
Las provincias argentinas de La Pampa, Río Negro, Mendoza y Neuquén forman un cuatrifinio en las coordenadas 37°34′00″S 68°14′00″O / -37.56667, -68.23333, aunque Río Negro ha cuestionado esto ya que un nuevo examen en 1966 arrojó dudas sobre la exacta convergencia de los límites.[cita requerida]

#### Canadá
Desde la creación de Nunavut en 1999, ha habido un cuatrifinio en Canadá en las coordenadas 60°N 102°O / 60, -102; toca a Saskatchewan en un punto, con Manitoba y los Territorios del Noroeste en las otras esquinas. Antes de 1999 era un cuadripunto terciario, con Manitoba, Saskatchewan, y los entonces existentes distritos de los Territorios del Noroeste de Mackenzie y Kewatin.

#### Colombia
En el territorio colombiano existe un cuadrifinio en las coordenadas 4°44′06.2″N 73°03′04.2″O / 4.735056, -73.051167, en la confluencia de los ríos Upía y Guavio. En dicho punto se encuentran los departamentos de Boyacá, Casanare, Cundinamarca y Meta. Existen también dos lugares en los cuales hay tripuntos tan cercanos que podrían, en mapas de poca resolución, ser confundidos por cuadripuntos; el primero de estos esta en la frontera entre los departamentos de Boyacá y Caldas, de menos de 2 km de longitud; y el segundo en la frontera entre Huila y el Distrito Capital de Bogotá, de menos de 4 km de longitud.

#### España
- Las provincias de Cáceres, Badajoz, Ciudad Real y Toledo casi forman un cuadrifinio. Aproximadamente 1,15 km separan el trifinio de Toledo, Badajoz y Cáceres del trifinio Toledo, Badajoz y Ciudad Real en el Embalse de Cíjara.[7][8]
- En la isla de Gran Canaria[9] existen dos cuadrifinios terciarios:
  - Montaña de los Moriscos 28°01′08″N 15°36′52″O / 28.01889, -15.61444, convergen los municipios de Tejeda, Artenara, Moya y Valleseco.
  - Cruz del Socorro 27°57′00″N 15°32′36″O / 27.95000, -15.54333, convergen los municipios de San Bartolomé de Tirajana, Valsequillo, Agüímes y Santa Lucía de Tirajana.
- En Asturias los municipios de Gijón, Siero, Sariego y Villaviciosa forman un cuatrifinio secundario en la llamada Peña de los Cuatro Jueces.

#### Estados Unidos
Las «Cuatro Esquinas» es el único punto de Estados Unidos donde se encuentran 4 estados: Colorado, Utah, Nuevo México y Arizona se tocan en ángulo recto. La placa que marca el lugar forma parte de un monumento.

#### Filipinas
Cuatro provincias de las Filipinas se encuentran en un punto en la isla de Mindanao, probablente en uno de los picos del monte Apo: Bukidnon, Dávao del Norte, Dávao del Sur, y Cotabato.

#### México
En México sólo existe un cuadrifinio secundario preciso, en las coordenadas 24°33′00″N 100°48′00″O / 24.55000, -100.80000, donde se encuentra la llamada "Mojonera de los cuatro estados". Ahí limitan efectivamente los estados de Coahuila, Nuevo León, San Luis Potosí y Zacatecas.
El territorio mexicano también tiene dos cuadripuntos aparentes, que pueden malinterpretarse como tales en un mapa de poca resolución. Uno de ellos se localiza en las coordenadas 22°23′07″N 104°21′33″O / 22.38528, -104.35917, donde parecen confluir los estados de Durango, Jalisco, Nayarit y Zacatecas, si bien en realidad se trata de dos tripuntos separados por más de 13 kilómetros, ya que Durango y Jalisco no tienen límites. El otro se encuentra en 21°50′01″N 101°32′17″O / 21.83361, -101.53806, donde parecen encontrarse los estados de Guanajuato, Jalisco, San Luis Potosí y Zacatecas; en realidad Jalisco y San Luis Potosí están separados por más de 11 kilómetros.

#### Reino Unido
Un análisis de los cuadripuntos en los condados del Reino Unido es difícil porque sus límites y el número de ellos ha cambiado en numerosas ocasiones en el último siglo. No quedan auténticos cuadripuntos en el Reino Unido.
Hasta finales del siglo XIX existió un cuadripunto, cerca de Evenlode en el condado de Gloucester se encuentra la Piedra de los Cuatro Condados, antiguamente en la intersección de los condados de Gloucester, Oxford, Warwick y un fragmento suelto del condado de Worcester. Sin embargo, dicha parte fue reasignada, dejando simplemente un tripunto a unas diez millas (16 kilómetros del moderno condado de Worcester.
Existen algunos otros pocos casos muy cerca de ser considerados cuadripuntos. El más famoso se encuentra al suroeste de Stamford, donde Rutland, el condado de Lincoln,, el condado de Cambridge y el condado de Northampton aparentemente se encuentran en un único punto (52°38′25″N 0°29′40″O / 52.64028, -0.49444). Sin embargo, dicho lugar se trata de dos tripuntos separados unos veinte metros entre sí.
Además, cerca de Grinstead Oriental, los tripuntos Sussex Oriental-Sussex Occidental-Surrey y Sussex Oriental-Surrey-Kent distan entre sí una milla.. De manera similar, los tripuntos entre los condados de Stafford, Warwick y Leicesterm pr un lado; y Warwick, Leicester y Derby por el otro, están nuevamente separados entre sí por una milla. Y hasta 1965, los dos tripuntos formados por los condados de Gloucester, Oxford y Berk cerca de Lechlade se encontrbaan muy cerca el uno del otro.(51°41′20″N 1°40′37″O / 51.68889, -1.67694).

#### Suiza
Hay dos cuadripuntos en Suiza donde se encuentran tres cantones. En cada caso, uno de los cantones toca con un perienclave suyo mientras que los otros dos cantones se tocan entre sí. Uno de ellos está cerca de 47°24′51″N 7°22′33″E / 47.41417, 7.37583, donde el municipio de Roggenburg queda aislado de la parte principal del Cantón de Basilea-Campiña por el Jura al sur y un exclave del Solothurn al norte. El otro está cerca de 47°19′20.5″N 7°33′30″E / 47.322361, 7.55833, donde Jura de nuevo se toca con Solothurn, aislándola del municipio de Schelten del resto del cantón de Berna.

#### Otros
Otros países qué disfrutan de posibles ( o positivamente confirmados) cuadripuntos secundarios son Andorra, Bulgaria, la República Dominicana, España, Gabón, India, Jamaica, Liechtenstein, Mauritania, Omán, Sudán, Uganda, y Vietnam.

## Cinco o más regiones
A nivel subnacional (provincial, departamental...), se pueden encontrar incluso más de cuatro divisiones administrativas convergiendo en un punto (multifinio o multipunto).
- Las cinco parroquias qué están situadas en la isla de Nieves se encuentran en pico Nieves: las parroquias de Saint George Gingerland, Saint James Windward, Saint John Figtree, Saint Paul Charlestown and Saint Thomas Lowland

- Pentafinios terciarios:

- Cinco condados de Florida se encuentran dentro del lago Okeechobee: Okeechobee, Martin, Palm Beach, Hendry, y Glades.
- En las Filipinas:

- Municipios de Tagkawayan, provincia de Quezon; Labo, San Vicente y San Lorezo Ruiz, Camarines Norte; y Del Gallego, Camarines Sur
- Ciudades de Cádiz, Sagay, Silay and Talisay, y municipio de Calatrava, Negros Occidental[cita requerida]
- Municipios de Carmen, Batuan, Bilar, Dimiao y Valencia, Bohol
- Municipios de San Miguel, Ubay, Alicia, Dagohoy y Pilar, Bohol
- Ciudad de Malaybalay, Sumilao, Baungon, Talakag y Lantapan, Bukidnon
- Municipios de Carmen, Aleosan, Pikit y Kabacan, Cotabato; y Pagagawan, Maguindanao
- Municipios de Tibiao y Barbaza, Antique; Madalag y Libacao Aklan; y Jamindan, Cápiz

- Hexafinios terciarios:

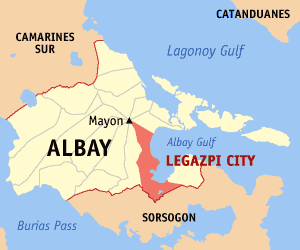
Volcán Mayon, con los límites administrativos convergentes marcados en gris.

- Municipios de Basey y Marabut, Samar; y Balangkayan, Llorente, Balangiga and Lawaan, Sámar Oriental, Filipinas.

- Octofinios terciarios:

- Ocho municipios o pueblos en Albay, Filipinas, incluyendo Legazpi convergen en el cráter del volcán Mayón.

- Ocho municipios (Aura, Masku, Mynämäki, Nousiainen, Pöytyä, la ciudad de Turku, Vahto y Yläne) convergían en la marca fronteriza de Kuhankuono en el Parque Nacional de Kurjenrahka en Finlandia Propia. Pero en 2009 Pöytyä y Yläne se fusionaron, "degradando" el lugar a un heptafinio.